# Antigono Raggi
Antigono Raggi (Medicina, 17 settembre 1845 – Milano, 15 marzo 1909) è stato uno psichiatra italiano.

## Biografia
Di umili origini, dopo la maturità classica si iscrisse alla Facoltà di medicina e chirurgia dell'Università di Bologna, divenendo proassistente della clinica oculistica guidata da Francesco Magni; si laureò nel 1870 con una tesi dal titolo "Voluminoso ateroma nella regione sacrale", ritenuta degna di stampa e pubblicata sulla rivista scientifica Bullettino delle scienze mediche.
Nel 1871 fu nominato assistente della clinica delle malattie mentali e medico al manicomio di Bologna, entrambi diretti da Francesco Roncati; nel 1874 pubblicò un suo famoso articolo scientifico sugli «scritti dei pazzi» sulla Rivista clinica di Bologna, di cui divenne condirettore con Ercole Galvagni.
Nel 1877 fu nominato professore incaricato di psichiatria e clinica psichiatrica all'Università degli Studi di Pavia e direttore dell'associato manicomio di Voghera, succedendo così ad Augusto Tamburini. Nel 1882 fu nominato professore straordinario di psichiatria e, a partire dal 1885, incaricato all'insegnamento di medicina legale; nel 1899, a seguito di vicende legali personali, perse la direzione del manicomio, l'incarico didattico di medicina legale e il titolo di professore straordinario di psichiatria e clinica psichiatrica, per la quale gli fu concessa la libera docenza fino al 1904.
Vicepresidente della Società freniatrica italiana, nel 1900 divenne direttore dello Stabilimento sanitario Rossi, risollevandone le sorti e rimanendovi fino alla morte.